# Mission Viejo
Mission Viejo è una città dormitorio della contea di Orange, in California, negli Stati Uniti. È situata nella Saddleback Valley. Mission Viejo è considerata una delle più grandi comunità pianificate in assoluto mai costruite nell'ambito di un singolo progetto negli Stati Uniti ed è eguagliata solo dalle dimensioni di Highlands Ranch, Colorado. Nel 2017 la popolazione era stimata in 96 016 abitanti.
Mission Viejo è una città suburbana immersa nella natura e nella cultura. La città è composta da proprietà residenziali, sebbene ci siano numerosi uffici e attività commerciali nei confini della città. La città è conosciuta per i suoi quartieri alberati, ricevendo il riconoscimento dalla National Arbor Day Foundation. Il nome della città è un riferimento al Rancho Mission Viejo, una grande concessione terriera spagnola da cui è stata fondata la comunità.

## Geografia fisica
Secondo l'Ufficio del censimento degli Stati Uniti, ha una superficie totale di 18,12 mi² (46,93 km²).

## Società

### Evoluzione demografica
Secondo il censimento del 2010, la popolazione era di 93 305 abitanti.

### Etnie e minoranze straniere
Secondo il censimento del 2010, la composizione etnica della città era formata dal 79,8% di bianchi, l'1,3% di afroamericani, lo 0,4% di nativi americani, il 9,1% di asiatici, lo 0,2% di oceanici, il 4,6% di altre etnie, e il 4,6% di due o più etnie. Ispanici o latinos di qualunque etnia erano il 17,0% della popolazione.